# Montipora hoffmeisteri
Montipora hoffmeisteri is een rifkoralensoort uit de familie van de Acroporidae. De wetenschappelijke naam van de soort is voor het eerst geldig gepubliceerd in 1954 door Wells.